# 东方羊胡子草
东方羊胡子草（学名：Eriophorum angustifolium）为莎草科羊胡子草属下的一个种。 为多年生草本植物，可高达60厘米。其种子成熟后分裂出状如棉絮的白色细丝，可以随风飞散，以利于传播种子。